# Projapygoidea
Super-famille
Les Projapygoidea sont une super-famille de diploures de l'ordre des Rhabdura. Les diploures (Diplura), sont de petits invertébrés terrestres, arthropodes pancrustacés, hexapodes, longtemps considérés comme des insectes.

## Description
Les Projapygoidea sont caractérisés par deux cerques courts mais articulés.

## Classification
La super-famille des Projapygoidea a été décrite par l'entomologiste américain Orator Fuller Cook en 1896. Elle se divise en trois familles, :
- Anajapygidae Bagnall, 1918
- Octostigmatidae Rusek, 1982
- Projapygidae Cook, 1899